# Herba de Sant Segimon
L'herba de Sant Segimon, segimona, bàlsam del Montseny o herba de les set sagnies (Saxifraga vayredana) és una espècie de planta herbàcia perenne de la família de les saxifragàcies. És endèmica del Montseny. Creix en forma de petits coixinets entre les escletxes de roques silíciques a l'estatge montà i s'empra com a bàlsam. Floreix amb flors blanques entre juny i agost; és de fulla coneïforme, petita i dividida, i viscosa. Fou descoberta per Eudald Vayreda a principis del segle XX i descrita el 1913 per la botànica francesa Marie Dominique Luizet.